# Jules Boulez
Jules Boulez, né à Vive-Saint-Éloi, Waregem, le 6 mai 1889 et mort à Audenarde le 23 février 1960, est un peintre et un dessinateur belge. 
Sa carrière, initialement marquée par l'impressionnisme tardif, évolue vers l'expressionnisme. 

## Biographie

### Famille
Jules Jacques Louis Ferdinand Boulez, né à Vive-Saint-Éloi, Waregem, le 6 mai 1889, est le fils de Paul Boulez (1865-1941), brasseur et bourgmestre de Vive-Saint-Éloi, et de Berthe Thon (1869-1958), mariés à Dour le 9 juin 1888. Il épouse à Audenarde le 23 février 1916 Hilda de Clercq (1894-1970). Dès le début de son mariage, le couple s'établit à Audenarde.

### Formation
Sa vocation première étant de devenir acteur, Jules Boulez suit, de 1908 à 1910, les cours du Conservatoire royal de Gand, avant de se former à la peinture à l'atelier d'Henri Charrier à Paris, de 1910 à 1912, puis à l'Académie royale des beaux-arts de Gand de 1912 à 1914, où il entre en contact avec des artistes de l'École de Laethem-Saint-Martin, tel George Minne et suit avec attention la carrière de Valerius De Saedeleer.

### Carrière
Jules Boulez expose au Salon de Bruxelles de 1914 une peinture Crépuscule que la critique juge moderniste, et un dessin intitulé Arabesque. Sa présence aux expositions est irrégulière. Il bénéficie de plusieurs expositions personnelles et présente également ses œuvres au Salon de Gand de 1937 et au Salon d'Anvers de 1938. En 1956, il donne un entretien à la chaîne de télévision Bruxelles flamand.
Il meurt, à l'âge de 70 ans, le 23 février 1960 à Audenarde.

## Œuvre

### Caractéristiques
Son champ pictural couvre essentiellement les peintures de paysages, les portraits, les natures mortes et les nus. Sa carrière, initialement marquée par l'impressionnisme tardif, évolue vers l'expressionnisme. D'abord considéré comme un « enfant terrible » à la recherche du progressisme, il acquiert ensuite un style personnel qui déroute les plus conservateurs de ses contemporains, réalisant des œuvres abstraites et cubistes,.
Jules Boulez, dont le raffinement inné lui confère une figure particulière, réfute toute influence directe sur son art, mais reconnaît que la connaissance des œuvres d'Émile Claus, James Ensor et Jacob Smits a permis à son art d'être ce qu'il est. Son art relève de thèmes très diversifiés. En 1941, il déclare : « peindre, c'est s'engager complètement, tant sur le plan de la connaissance que sur celui de l'esprit […]. Je m'efforce toujours de spiritualiser la matière. »

### Expositions
- Salon de Bruxelles de 1914 : Crépuscule (peinture) et Arabesque (dessin)[3].
- Exposition des beaux-arts de Gand à la salle Taets en 1921 : Rocher de l'impératrice, Cour De Potter, Plougastel, Fleurs, À côté de l'église, La Péniche…[8].
- Exposition des beaux-arts de Gand à la Kunstgalerij en 1923 : des natures mortes[9].
- Salon de la Jeune peinture belge à Bruxelles en 1924 : des nus, des natures mortes et Une collégiale[10].
- Salon de la Jeune peinture belge à Paris en 1924[11].
- Galerie Georges Giroux à Bruxelles en 1925[12].
- Galerie Manteau à Bruxelles (exposition personnelle) en 1927[13].
- Galerie Georges Giroux à Bruxelles en 1930[14].
- Exposition personnelle à la galerie Belliard à Bruxelles en 1931[15].
- Salon quatriennal de Belgique de Liège en 1931[16].
- Salon du groupe Flandre à la galerie Georges Giroux à Bruxelles en 1932[17].
- Galerie Nos peintres à Bruxelles en 1933 : des natures mortes[18].
- Galerie Manteau à Bruxelles (exposition personnelle) en 1934[19].
- Exposition au palais des beaux-arts de Bruxelles en 1936[20].
- Exposition des peintres belges à Tel Aviv en 1937[21].
- Salon de Gand de 1937 : trois œuvres[22].
- Salon d'Anvers de 1938 : La Récolte des pommes de terre[23].
- Galerie Apollo à Bruxelles en 1941 (exposition personnelle) : scènes de la vie rurale : Récolte de pommes de terre, Moissonneurs au repos, Fenaison, Jument allaitant son poulain…[24].
- Exposition d'art flamand au Landesmuseum à Sarrebruck en 1941[25].
- Galerie Apollo à Bruxelles en 1943 : Maternités, Nu debout…[26].
- Exposition personnelle à la Galerie A. Vyncke-Van Eyck à Gand en 1949[7].
- Galerie de la Pépinière à Bruxelles en 1952[27].
- Exposition personnelle au Musée des Beaux-Arts de Gand en 1953[28].